# 翟让
翟让（6世纪—617年），东郡韦城县（今河南滑县）人，隋末群雄中瓦岗军领袖，後因與李密爭權，被李密派蔡建德刺殺。

## 生平
曾任东郡法曹，犯法当斩，狱吏黄君汉私自释放他。大业七年（611年），翟让与同郡人徐世勣（即李勣）、单雄信于瓦岗（今河南滑县南）起兵反隋。参加起义的有故县吏邴元真、善于占卜的贾雄和翟让兄翟弘（《舊唐書》、《新唐書》因避諱，改作翟宽）等。翟让以贾雄为军师，邴元真为书记，徐世勣、单雄信为领兵将校，所部多齐、济间渔猎手。活動於河南東部鄭州、商丘运河一帶。
大業十二年（616年），李密投瓦崗軍，李密劝翟让迎击前来镇压瓦岗军的隋将张须陀军，瓦岗军大败隋军。翟让自覺不如李密，于是翟让推李密为瓦岗军首领，上尊号为“魏公”。李密则任翟让为司徒。翟让曾向长史房彦藻发牢骚，責備他沒把自己放在眼裡，房彦藻深感恐惧，就找到李密说：“翟让刚愎贪婪，有无君之心，应早图之”。
大业十三年（617年）十一月，李密藉口置酒招待翟让等饮宴，席间遣蔡建德砍死翟让，一併殺害了其兄翟弘、其侄翟摩侯、幕僚王儒信。
徐世勣與單雄信都負傷，最後李密把他們赦免。

## 影視形象
- 1987年电视剧《大运河》：欧阳震华饰翟让
- 2006年电视剧《程咬金》：赵进饰翟让
- 2012年电视剧《隋唐英雄》：许爱敏饰翟让
- 2013年电视剧《隋唐演义》：牟凤彬饰翟让